# Brancaleone Cugusi

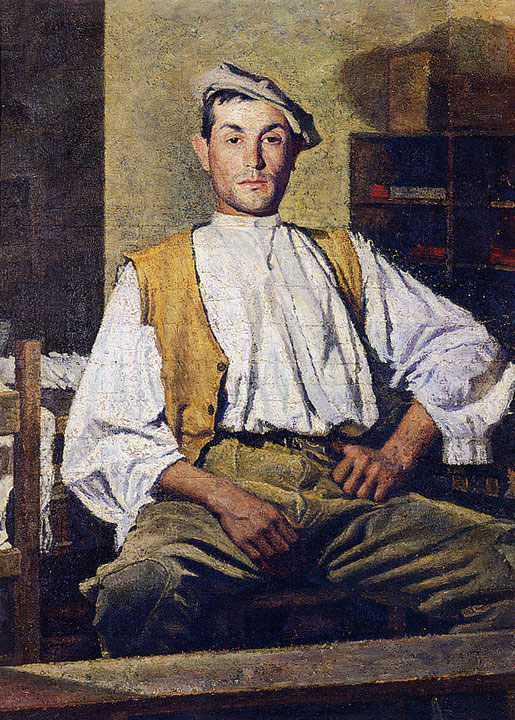
Brancaleone Cugusi, contadino in verde (1938-1940)

(Vittorio Sgarbi )
Brancaleone Cugusi (Romana, 23 settembre 1903 – Milano, 3 maggio 1942) è stato un pittore italiano.

## Biografia
Nato a Romana, piccolo paese in provincia di Sassari, iniziò sin da giovane la sua attività ritraendo diversi soggetti in varie località della Sardegna. Nei primi anni trenta si trasferì a Roma ma nel 1934 tornò a vivere nell'Isola, nella casa di famiglia a Cheremule. Sul finire del decennio gravi problemi di salute condizionarono la sua carriera artistica. Morì a Milano nel 1942 in seguito a una polmonite, poche settimane prima che le sue opere venissero esposte a La Permanente.
Riposa al Cimitero Monumentale di Milano.

## Opere
- Giovane con l'impermeabile (1940–1941) – Milano, Civica Galleria d'Arte Moderna
- Ritratto di studioso (1940–1941) - Roma, collezione privata
- Pensieri tristi (1940–1941) – Toffia, collezione privata
- Ragazzo (1940–1941) - Roma, collezione privata
- Contadino in verde (1938–1940) – Cagliari, collezione privata
- Le cucitrici (1936) – Cagliari, collezione privata
- Vecchia Sarda (1936–1937) – Roma, collezione privata
- Ritratto del fratello Guglielmo (1935) – Cagliari, collezione privata
- La danzatrice (1932–1933) – Cagliari, collezione privata
- Ritratto di Chiccu (1936–1940) – Roma, collezione privata
- Giovanne assorto (1940–1941) – Milano, collezione privata

## Mostre
- 31 maggio 1942, Milano
- 14 aprile 2004, Cagliari, ExMà
- 18 giugno 2004, Sassari, Museo d'arte contemporanea Masedu